# Avesicladiella
Avesicladiella är ett släkte av svampar. Avesicladiella ingår i divisionen sporsäcksvampar och riket svampar.